# Kay Kendall
Kay Kendall (* 21. Mai 1927 in Withernsea, East Riding of Yorkshire, England; † 6. September 1959 in London; gebürtig Justine Kay Kendall McCarthy) war eine britische Schauspielerin.

## Karriere

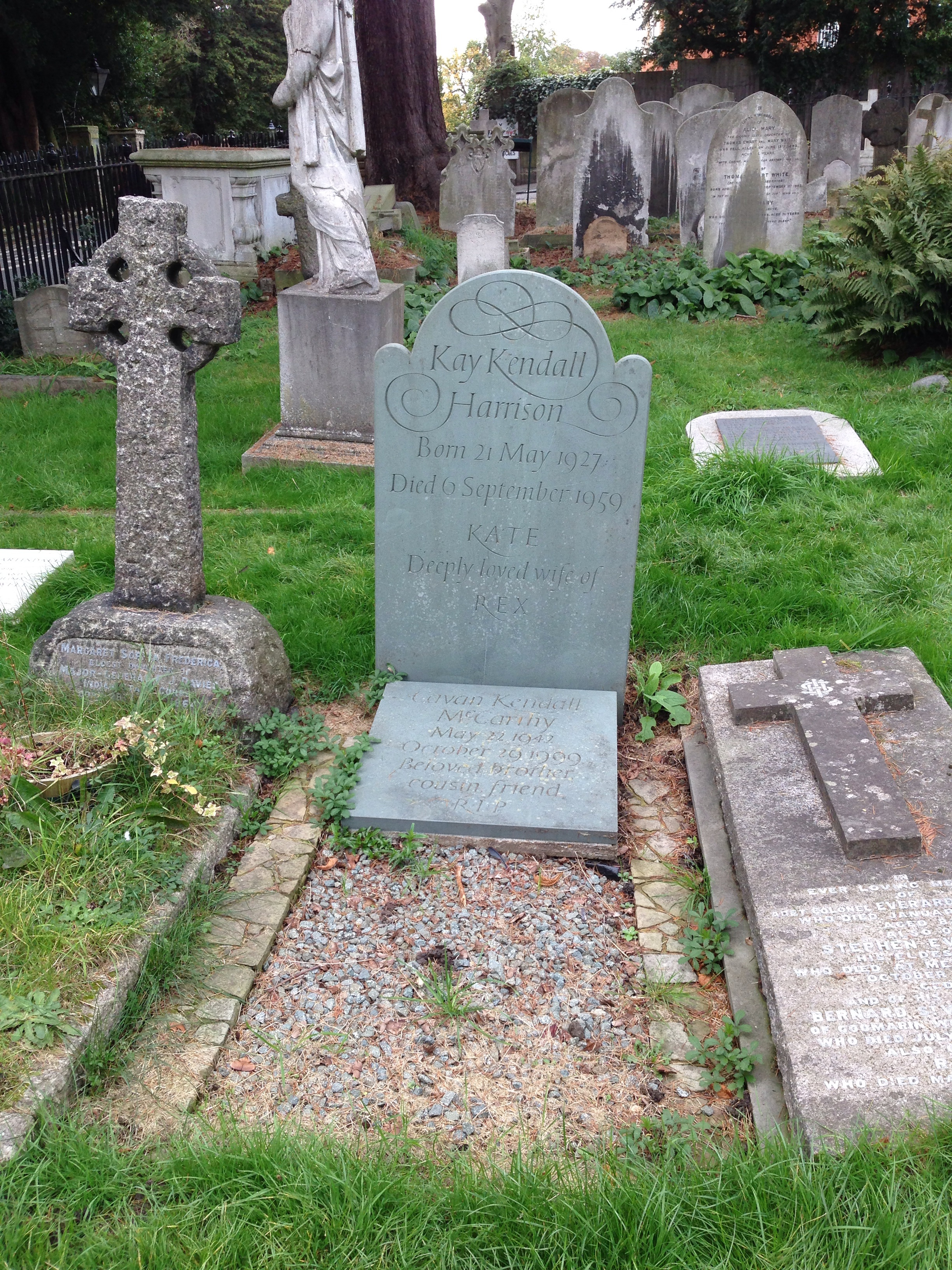
Das Grab von Kay Kendall auf dem Friedhof von St. John-at-Hampstead, London

Kay Kendall entstammt einer Schauspieler-Dynastie und trat bereits als Achtjährige im Ballett auf. Sie begann ihre Karriere im London Palladium. Später bildete sie eine Show-Nummer mit ihrer Schwester.
Ihr Filmdebüt gab sie 1943, aber erst zu Beginn der 1950er Jahre konnte sie sich mit Filmen wie Die feurige Isabella und Aber, Herr Doktor als Schauspielerin durchsetzen. 1956 nahm Kay Kendall ein Angebot aus Hollywood an und spielte in Les Girls unter der Regie von George Cukor an der Seite von Gene Kelly. Für die Rolle in diesem Film wurde sie 1958 gemeinsam mit ihrer Filmkollegin Taina Elg mit dem Golden Globe Award ausgezeichnet. Ihre letzte Rolle spielte sie neben Yul Brynner 1959 in Noch einmal mit Gefühl, der erst nach ihrem Tod in den Kinos erschien. Kendall galt als exzellente Komödienschauspielerin in der Tradition einer Carole Lombard, deren Talente nach Ansicht vieler Kritiker vom britischen Kino der 1950er-Jahre nicht genügend ausgereizt wurden.
Kay Kendall war von 1957 bis zu ihrem Tod mit dem Schauspieler Rex Harrison verheiratet, der zuvor mit Lilli Palmer verheiratet gewesen war. Ihre Geschwister sind die Schauspieler Cavan Kendall und Kim Campbell. Sie starb mit 32 Jahren an Leukämie. Bestattet wurde sie auf dem Friedhof der Kirche St. John-at-Hampstead im Londoner Stadtteil Hampstead.

## Filmografie
- 1944: Champagne Charlie
- 1944: Fiddlers Three
- 1944: Dreaming
- 1945: Waltz Time
- 1945: Caesar und Cleopatra (Caesar and Cleopatra)
- 1946: Paradies der Liebe (London Town)
- 1950: Die Ratte von Soho (Night and the City)
- 1950: Dance Hall
- 1951: Glücklich und verliebt (Happy Go Lovely)
- 1951: Sweethearts and Wives (Fernsehfilm)
- 1951: BBC Sunday-Night Theatre (Fernsehserie, Folge 2x17)
- 1951: Maxie macht Karriere (Lady Godiva Rides Again)
- 1951: The Inch Man (Fernsehserie, Folge 2x02)
- 1952: Wings of Danger
- 1952: Die Premiere findet doch statt (Curtain Up)
- 1952: It Started in Paradise
- 1953: Mantrap
- 1953: Die feurige Isabella (Genevieve)
- 1953: Der Vampyr von Soho (Street of Shadows)
- 1953: Jim, der letzte Sieger (The Square Ring)
- 1953: Meet Mr. Lucifer
- 1954: Fast and Loose
- 1954: Aber, Herr Doktor… (Doctor in the House)
- 1955: So etwas lieben die Frauen (The Constant Husband)
- 1955: Ein Königreich für eine Frau (Abdulla the Great)
- 1955: Simon und Laura (Simon and Laura)
- 1955: Liebe, Tod und Teufel (The Adventures of Quentin Durward)
- 1957: Die Girls (Les Girls)
- 1958: Was weiß Mama von Liebe? (The Reluctant Debutante)
- 1960: Noch einmal mit Gefühl (Once More, with Feeling!) [posthum veröffentlicht, 1959 gedreht]